# 564280 Tudorica
564280 Tudorica este o planetă minoră (asteroid) din centura de asteroizi. A fost descoperită pe 8 septembrie 2013 la  de . 
Obiectul prezintă o orbită caracterizată de o semiaxă mare de 2,9943745192793 UAi, o excentricitate de 0,15117041739976, o înclinație de 11,022266140866 ° în raport cu ecliptica.